# Tokombéré
Tokombéré est une commune du Cameroun située dans la région de l'Extrême-Nord et le département du Mayo-Sava, à proximité de la frontière avec le Nigeria.

## Population

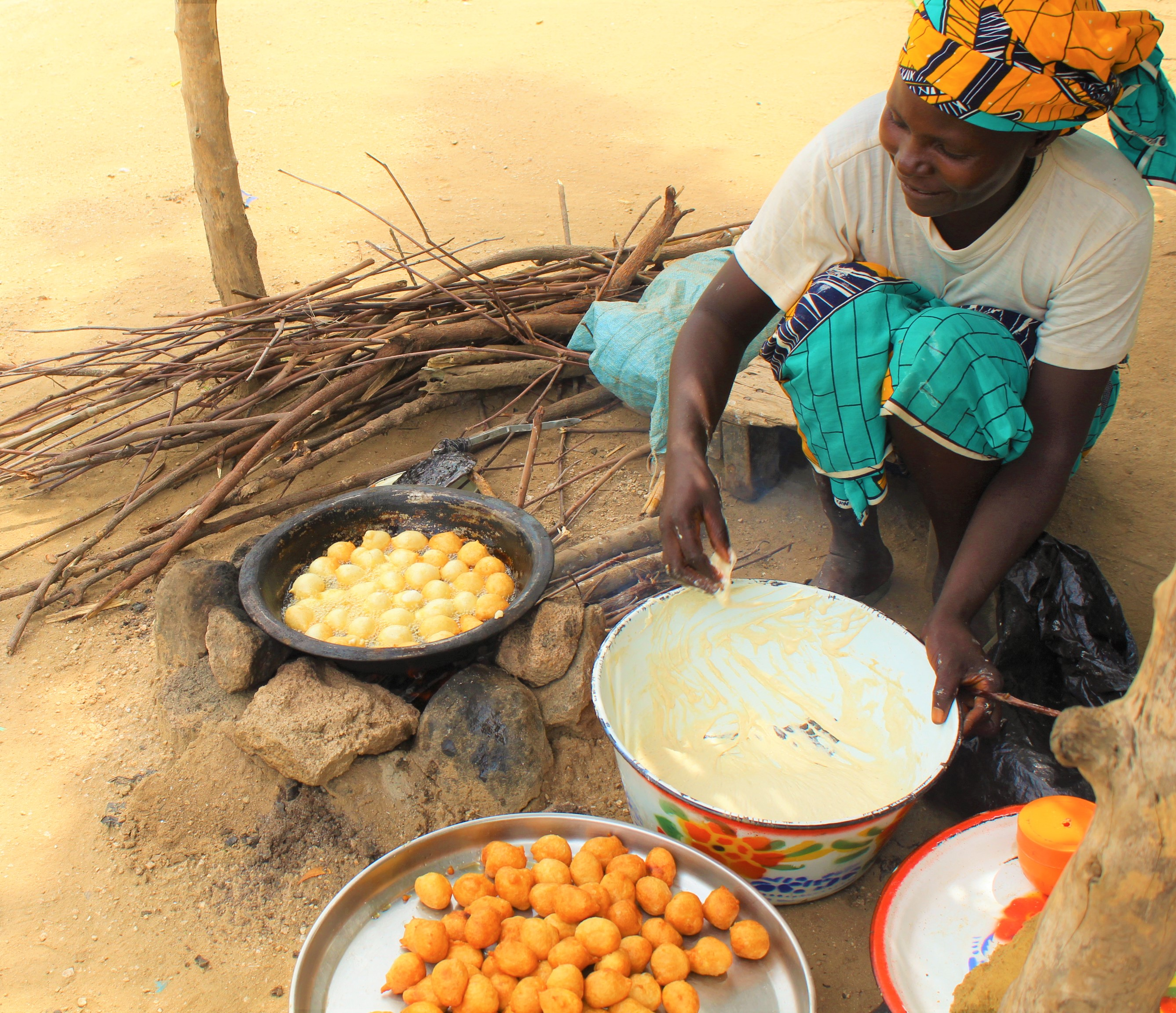
Femme préparant des beignets à Tokombéré.

Lors du recensement de 2005, la commune comptait 91 256 habitants, dont 6 147 pour Tokombéré Ville.

## Structure administrative de la commune
Outre Tokombéré proprement dit, la commune comprend notamment les villages suivants :
- Baka
- Bester
- Bizé
- Chirem
- Dagadala
- Dala Zoulgo
- Dibong
- Dobou
- Dzagal
- Gadabak
- Gadoua
- Gogouling
- Goulon-Goulon
- Guirziga
- Kolkoch
- Kotraba
- Lalawaï
- Ldédéné
- Magra
- Makilingaye
- Mangave
- Mayagoa
- Mayo-Ouldémé
- Mayo-Plata
- Mbeleché
- Mbellé
- Mokio
- Mokolopo
- Moudouvaya
- Mouvar
- Mouyengué
- Ougda
- Palbara
- Serawa
- Tala Laki
- Tazang
- Tchaba-Tchaba
- Tindremé
- Vendelar
- Wolorde
- Zaguemtanga

Kayamgali
- Zemele

Tala badawaya

## Éducation
Tokombéré est doté d'un lycée public général et d'un lycée public technique.

## Personnalités liées à Tokombéré
- Mpecke Simon, dit Baba Simon, prêtre camerounais
- Jean-Marc Ela, prêtre camerounais
- Christian Aurenche, prêtre français et successeur de Baba Simon. Prix Habert-Bégin 1988 de l’Académie française
- Barthélemy Yaouda Hourgo, évêque, né à Mayo-Ouldémé
- Cavaye Yeguié Djibril, homme politique, Président de l'Assemblée nationale
- Jean-Baptiste Baskouda (1957-), homme politique, sénateur, écrivain et membre du conseil constitutionnel né à Tokombéré[4]
- Boukar Tikiré, Homme politique, Maire de la Commune de TOKOMBERE
- Mamadou Mota, lieu de naissance du vice président du MRC